# Thilo Corzilius
Thilo Corzilius (* 3. August 1986 in Dortmund) ist ein deutscher Schriftsteller, Texter und Theologe.

## Leben und Werk
Thilo Corzilius wurde 1986 in Dortmund geboren, wuchs u. a. in Dortmund, Köln und Lohne (Oldb.) auf. Nach dem Abitur 2005 und einem anschließenden freiwilligen sozialen Jahr studierte er ab 2006 Evangelische Theologie in Hamburg, Göttingen und Münster und schloss 2012 mit dem Diplom ab. Er wurde 2017 zum alt-katholischen Priester geweiht, war anschließend Vikar in Freiburg im Breisgau und von 2019 bis 2022 Pfarrer in Essen.
In den Jahren 2011 und 2012 erschienen seine Romane Ravinia und Epicordia im Piper Verlag, die in der Kritik überwiegend wohlwollend aufgenommen wurden. Mit Dorn und Diebe der Nacht schrieb er außerdem High Fantasy sowie mit Foregone Science-Fiction. Neben seiner Tätigkeit als Autor trat Corzilius auch als Musiker sowie als Referent für Jugend- und Erwachsenenbildung in Erscheinung.

## Auszeichnungen
- 2021: Krefelder Preis für Fantastische Literatur für Diebe der Nacht[4]

## Bibliografie

### Romane
- Der Herr der Laternen, oder: Die traurige Geschichte vom glücklichsten Mann der Welt, Ulrich Burger Verlag, Homburg/Saar 2012, ISBN 978-3943378047
- Lang lebe die Nacht, Feder & Schwert, Mannheim 2013, ISBN 978-3867621908
- Dorn, Piper Verlag, München 2013, ISBN 978-3492269421
- König Tod, Neobooks, München 2014, ISBN 978-3-7380-0533-2
- Das Mädchen und der Leuchtturm mit Fabienne Siegmund, Verlag ohneohren, Wien 2016, ISBN 978-3903006386
- Alles, was dazwischenliegt, Ullstein, Berlin 2017, ISBN 978-3958181649
- Diebe der Nacht, Klett-Cotta, Stuttgart 2020, ISBN 978-3-608-98330-2
- Die Lüge von Feuer und Ewigkeit, Klett-Cotta, Stuttgart 2023, ISBN 978-3-608-98084-4

#### Ravinia-Reihe
- Ravinia, Piper Verlag, München 2011, ISBN 978-3-492-26761-8
- Epicordia, Piper Verlag, München 2012, ISBN 978-3-492-26863-9

#### Foregone-Reihe (E-Book)
- Foregone Band 1: Der Fall Askalon, Rohde Verlag, Sankt Augustin 2014, ISBN 978-3-95662-031-7
- Foregone Band 2: Zwischen den Mächten, Rohde Verlag, Sankt Augustin 2014, ISBN 978-3-95662-032-4
- Foregone Band 3: Der erste Krieg, Rohde Verlag, Sankt Augustin 2014, ISBN 978-3-95662-033-1
- Foregone Band 4: Die dunkle Seite, Rohde Verlag, Sankt Augustin 2014, ISBN 978-3-95662-034-8
- Foregone Band 5: Jagd, Rohde Verlag, Sankt Augustin 2014, ISBN 978-3-95662-035-5
- Foregone Band 6: Verzweifelte Missionen, Rohde Verlag, Sankt Augustin 2014, ISBN 978-3-95662-036-2